# Mysliboř

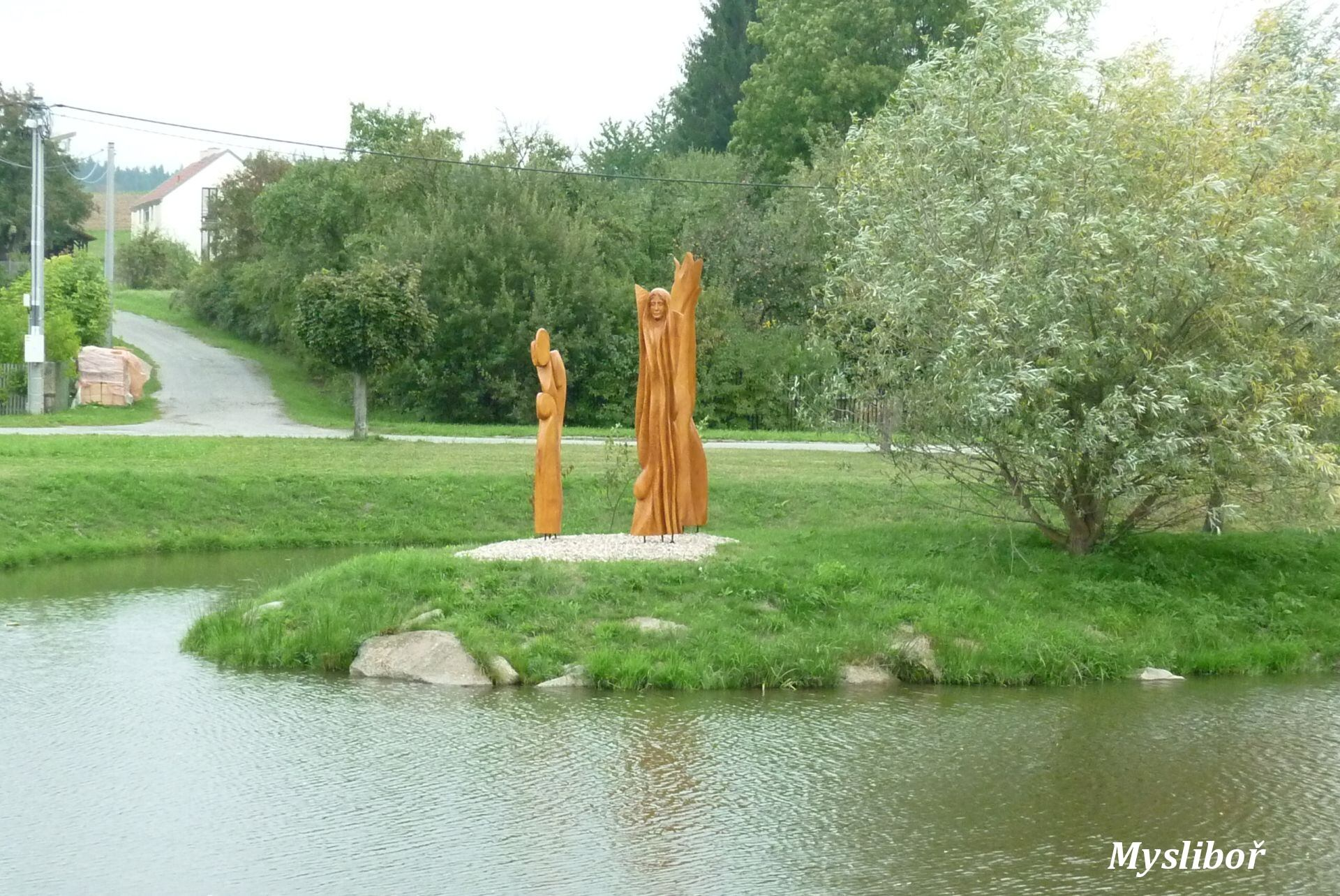
Insel im Dorfteich II

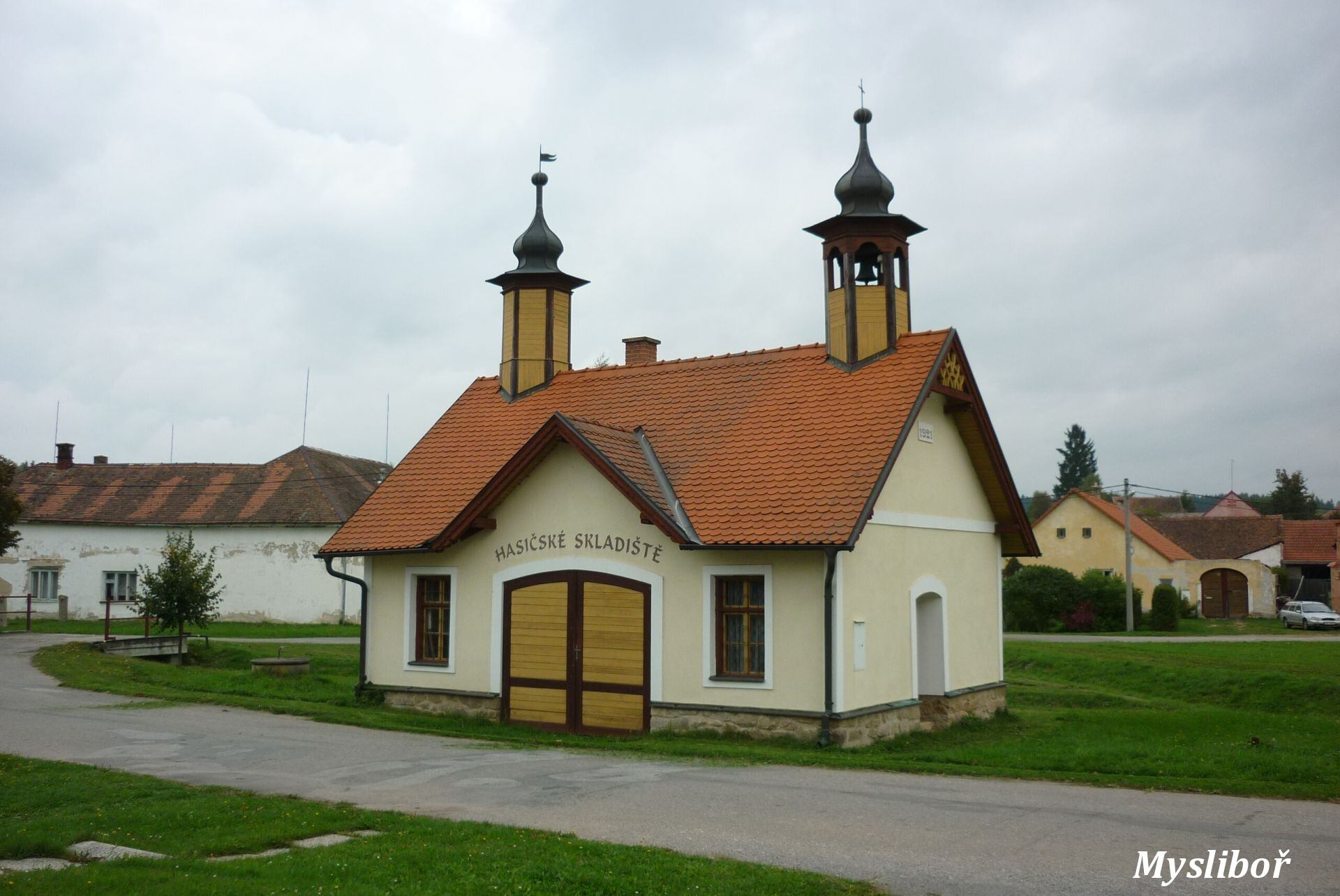
Spritzenhaus

Mysliboř (deutsch Misliborz, 1939–45 Misliborsch) ist eine Gemeinde in Tschechien. Sie liegt vier Kilometer nördlich von Telč (Teltsch) und gehört zum Okres Jihlava.

## Geographie
Das Längsangerdorf Mysliboř erstreckt sich in der Dačická kotlina (Datschitzer Becken) am Bach Votavice, dem im Ort der Pasecký potok zufließt. Nördlich erheben sich die Drviště (572 m n.m.) und die Homolka (649 m n.m.), südwestlich der Skalní kopec (579 m n.m.). Am östlichen Ortsrand verläuft die Bahnstrecke Kostelec u Jihlavy–Slavonice.
Nachbarorte sind Hodice und Sedlejov im Norden, Nevcehle und Urbanov im Nordosten, Žatec im Osten, Stranná und Dolní Dvorce im Südosten, Dyjice und Štěpnice im Süden, Hostětice und Částkovice im Südwesten, Volevčice im Westen sowie Vanůvek, Studnice und Třeštice im Nordwesten.

## Geschichte
Die erste urkundliche Erwähnung von Myslibors erfolgte 1366, als Meinhard von Neuhaus die Herrschaft Teltsch mit der Stadt Teltsch und elf Dörfern seinen Neffen Heinrich und Henslin landtäflig überschrieb. Der Ortsname leitet sich vom Personennamen Myslibor ab. Nach dem Tod des letzten männlichen Nachkommen der Herren von Neuhaus, Joachim Ulrich von Neuhaus, erbte dessen Besitzungen 1604 seine Tochter Lucie Ottilie, die seit 1602 mit Wilhelm Slawata verheiratet war. Ab 1678 wurde die Ortsnamensform Mysliborž verwendet; weitere Schreibweisen waren Misslieborž (1718) und Myslyborž (ab 1720). Nach dem Tod des letzten Grafen Slavata von Chlum und Koschumberg fiel Hostětice als Teil der Herrschaft Teltsch 1702 an Franz Anton von Liechtenstein-Kastelkorn, dessen gleichnamiger Enkel die Herrschaft 1754 an Alois Podstatský von Prusinowitz vererbte. Im Jahre 1791 lebten in den 43 Häusern von Misliborž 288 Personen. Zum Dorf gehörten 670 Joch mittelmäßiges Ackerland sowie gute Gärten, zahlreiche Wiesen, einige Hutweiden und etwas Wald.
Im Jahre 1835 bestand das im Iglauer Kreis gelegene Dorf Misliborsch bzw. Misliboř aus 45 Häusern mit 346 mährischsprachigen und katholischen Einwohnern. Im Ort gab es eine eingängige Mühle. Die Kinder wurden in Urbanau unterrichtet. Pfarrort war Teltsch. Bis zur Mitte des 19. Jahrhunderts blieb das Dorf der Fideikommissherrschaft Teltsch untertänig, Besitzer waren die Grafen von Podstatzky-Liechtenstein.
Nach der Aufhebung der Patrimonialherrschaften bildete Misliboř / Misliborsch ab 1849 eine Gemeinde im Gerichtsbezirk Teltsch. Ab 1869 gehörte Myslibořice zum Bezirk Datschitz. Zu dieser Zeit hatte die Gemeinde 317 Einwohner und bestand aus 45 Häusern. Seit 1881 ist die heutige Schreibweise Mysliboř nachweislich. 1898 nahm die Lokalbahn Wolframs–Teltsch den Bahnbetrieb auf. Im Jahre 1900 lebten in Mysliboř 335 Personen, 1910 waren es 304. Nach dem Zusammenbruch der k.k. Monarchie wurde die Gemeinde 1918 Teil der neu gebildeten Tschechoslowakei. Das Spritzenhaus wurde 1921 errichtet. Beim Zensus von 1921 lebten in den 58 Häusern der Gemeinde Mysliboř / Misliborz 303 Tschechen. Im Jahre 1930 bestand die Gemeinde Mysliboř aus 57 Häusern und hatte 310 Einwohner. Zwischen 1939 und 1945 war die Gemeinde Teil des Protektorats Böhmen und Mähren. Nach dem Ende des Zweiten Weltkrieges wurde Mysliboř wieder Teil der Tschechoslowakei. 1949 erfolgte die Umgliederung in den Okres Třešť. Im Jahre 1950 lebten in den 60 Häusern von Mysliboř 256 Personen. Seit 1961 gehört Mysliboř zum Okres Jihlava. Im Jahre 1970 hatte Mysliboř 232 Einwohner. Im Jahre 1991 lebten in den 67 Wohnhäusern des Dorfes 229 Personen. Um 2010 erfolgte eine Sanierung des Spritzenhauses. Beim Zensus von 2011 bestand die Gemeinde aus 76 Häusern und hatte 194 Einwohner. Seit 2016 führt die Gemeinde ein Wappen und Banner; es wurde vom Heraldiker Stanislav Kasík entworfen.

## Gemeindegliederung
Für die Gemeinde Mysliboř sind keine Ortsteile ausgewiesen. Das Gemeindegebiet bildet einen Katastralbezirk.

## Sehenswürdigkeiten
- Spritzenhaus mit zwei Türmchen und Glocke am Dorfplatz, errichtet 1921.
- Sühnestein aus dem Jahre 1554, südlich des Dorfes an der Straße nach Telč, er erinnert an den Giftmord an einem Burschen durch ein Mädchen
- Sühnestein aus dem 15. oder 16. Jahrhundert, im südlichen Teil der Gemarkung am Klikův kopec an der Staatsstraße II/403 von Telč nach Stonařov. Der Überlieferung nach erinnert er an einen tödlichen Streit zwischen zwei Zimmerleuten.
- Mehrere Flurkreuze, sie erinnern u. a. an den Unfalltod eines Wilderers mit der eigenen Waffe im Jahre 1773, der danach als Geist die Wiederverheiratung seiner Witwe versucht haben soll, sowie an den Tod eines jungen Mannes unter seinem umgestürzten Fuhrwerk.
- Kreuzweg mit hölzernem Glockenbaum und Skulpturen Letztes Abendmahl sowie 14 von den Bildhauern Nosek und Havlík geschaffenen Kreuzwegstationen, angelegt 2015–2019, am Hügel nordwestlich über dem Dorf.
- Denkmalgeschützte Häuser Nr. 3, 16, 23 und 34, errichtet am Übergang vom 18. zum 19. Jahrhundert.
- Eichenholzskulpturen der Wasserfee (Vodní víla), Feuer und Wind, auf der Insel im Dorfteich II, geschaffen vom Holzschnitzer Petr Krajíček.